# 콜브룩데일 철 박물관

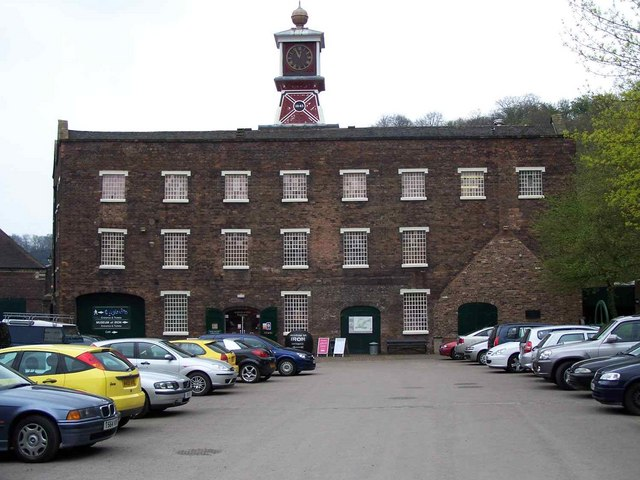
콜브룩데일 철 박물관

콜브룩데일 철 박물관(Coalbrookdale Museum of Iron)은 아이언브리지 협곡 박물관 트러스트가 관할하는 박물관 중 하나로, 영국의 철강 산업과 산업 혁명에 관한 정보를 볼 수 있다.